# Пульс 3: Вторжение
«Пульс 3: Вторжение» (англ. Pulse 3: Invasion) — американский фильм ужасов, выпущенный сразу на DVD, сиквел к картине 2006 года, «Пульс». Режиссёр и автор сценария — Джоэль Сойссон,  сценарист картины «Горец: Конец игры», и сценарист и режиссёр фильмов «Пророчество 4: Восстание» и «Пророчество: Покинутые». Сойссон также написал и снял вторую часть сериала — «Пульс 2: После жизни».

## Сюжет
Прошло семь лет после начала вторжения. Людям пришлось покинуть города, где миллиарды умерли от вируса, распространяемого через Интернет. Джастин мечтает о жизни за границами лагеря беженцев — лагеря, где любые технологии находятся под строжайшим запретом. Она находит последний работающий ноутбук и открывает его, словно ящик Пандоры, понимая, что в сети её кто-то или что-то ждёт. Некто пытается связаться с девушкой, и для этого Джастин придётся вернуться в город. Влекомая туда своим прошлым и не сдерживаемая даже сильным страхом, Джастин отправляется в опасное путешествие в сердце того места, откуда всё началось несколько лет назад, прекрасно осознавая, что её ждёт пугающая и опасная неизвестность.

## В ролях
- Бриттани Рене Финамор — Джастин
- Райдер Стронг — Адам
- Джеки Арнольд — Зак
- Джорджина Райланс — Мишелль
- Роберт Гибсон — Блюзмэн
- Линн Блэкбёрн — Учитель
- Нурин ДэВульф — Сальва
- Уилльям Праиль — Клифф
- Лора Кайотти — Эми
- Карли Скотт Коллинз — Джастин в юности
- Сноуи Хайфилд — Харттроб
- Томас Мёрдис — Калеб Уилки
- Дайана Айяла Голднер — Сара Уилки

## Отзывы
Как и предыдущая часть фильм был негативно принят зрителями за низкое качество съёмок и бессмысленный сюжет.